# Lunalilo
Lunalilo, né sous le nom de William Charles Lunalilo le 31 janvier 1835 à Honolulu (Hawaï) où il est mort le 3 février 1874, fut le sixième monarque du royaume d'Hawaï de 1873 à sa mort.
Fils de la reine Kekāuluohi et petit-fils de la reine douairière Kalākua Kaheiheimālie, il accède au trône après les décès successifs de ses cousins les rois Kamehameha IV et Kamehameha V. Son avènement au pouvoir est confirmé par un référendum qui met un terme à la crise de succession provoquée à la suite du décès de Kamehameha V et au refus de ses sœurs de porter la couronne. Sous son règne, l'armée est dissoute après une révolte de caserne en septembre 1873 qui avait pour objectif de mener un coup d'État contre le pouvoir royal. Très populaire, tant auprès de ses sujets que chez les hommes d’affaires étrangers, Lunalilo obtient le surnom de « roi du peuple ». Il meurt sans descendance quinze mois seulement après sa montée sur le trône, provoquant une nouvelle crise de succession. De nouveau, les grands du royaume se réunirent pour élire un roi qui saurait les guider après l'extinction de la première lignée royale. À la fin d’une longue campagne politique opposant la reine Emma, veuve du roi Kamehameha IV, au prince David Kalakaua, au cours de laquelle les deux rivaux multiplièrent les outrages à l’un comme à l’autre, c’est ce dernier qui obtient le plus de soutiens de la part de la noblesse. En 1874, Kalakaua monte officiellement sur le trône, succède à Lunalilo et par la même occasion fonde la dynastie des Kalakaua qui tient le pouvoir jusqu’à la chute de la monarchie hawaïenne.
Lunalilo est le dernier souverain apparenté à la lignée directe de Kamehameha Ier.

## Les premières années

### Naissance

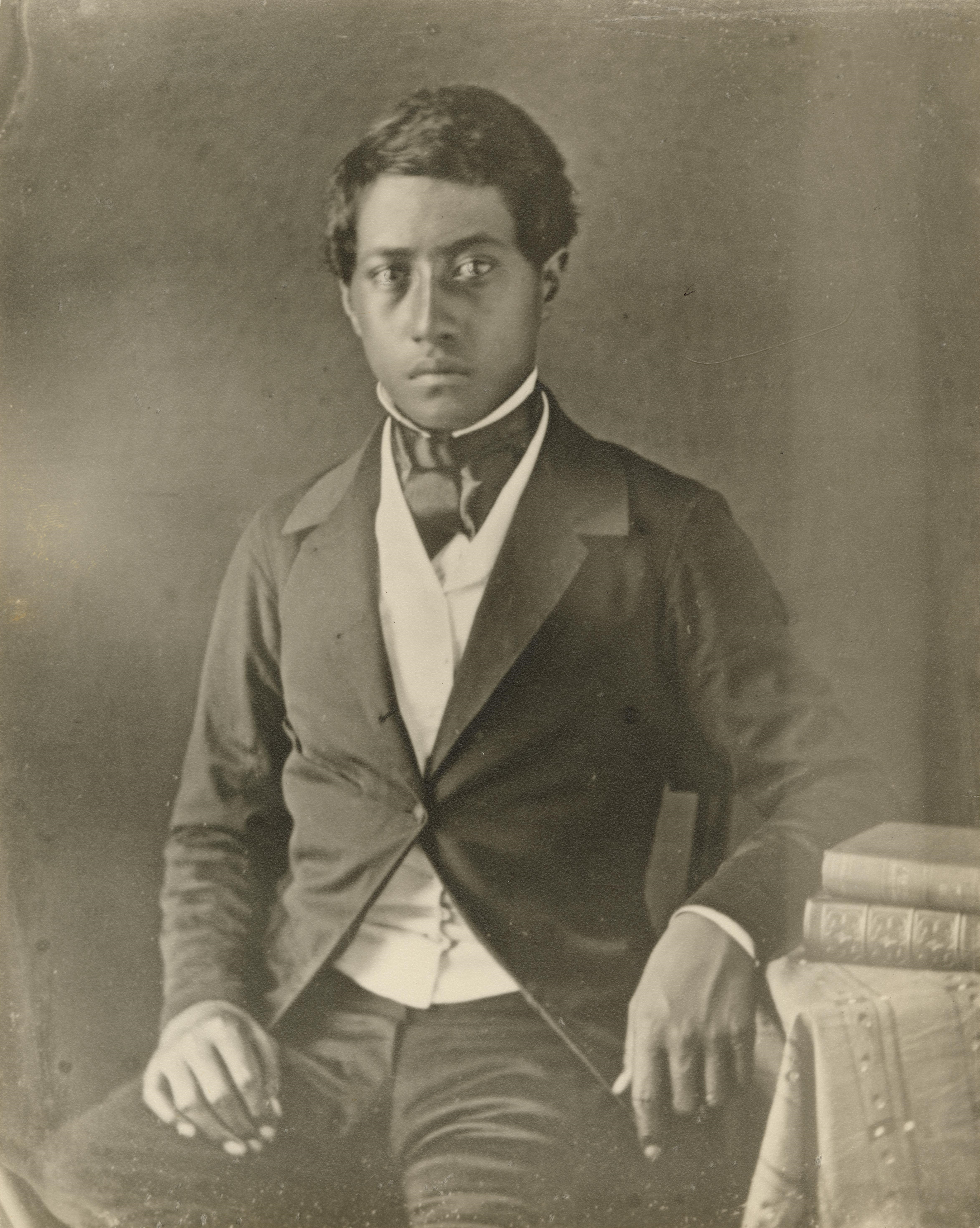
Photographie du jeune prince Lunalilo.

William Charles Lunalilo est né le 31 janvier 1835 dans une maison à deux étages en brique de corail, une zone connue sous le nom de Pohukaina à Honolulu, qui fait maintenant partie du parc du palais Iolani. Lunalilo se traduit par Luna (haut) lilo (perdu) ou « si haut qu'il est perdu de vue » dans la langue hawaïenne.

### Famille
Sa mère était Kekāuluohi, ancienne épouse du roi Kamehameha Ier d'Hawaï, et son père était le noble Charles Kanaina, membre du Conseil privé et de la Chambre des nobles ainsi que l'ami personnel du roi Kamehameha II. Par les liens familiaux, Lunalilo était le petit-neveu de Kamehameha Ier par le sang ainsi que son beau-fils par mariage de celui-ci avec sa mère. Sa grand-mère maternelle était Kalākua Kaheiheimālie, elle-même épouse du roi Kamehameha et reine douairière d'Hawaï. Par cette dernière, Lunalilo est le cousin direct des futurs rois Kamehameha IV et Kamehameha V ainsi que des princesses Ruth Keelikolani, Bernice Pauahi et Victoria Kamāmalu.

### Éducation
Lunalilo est déclaré éligible au trône en tant que descendant direct apparenté au roi Kamehameha Ier par un décret royal du roi Kamehameha III. Ce dernier l'envoie à la Chief's Children's School (plus tard appelée Royal School) qui désigne l'école des princes et enfants royaux. Ainsi, le jeune Lunalilo apprend à parler hawaïen et anglais et acquis une maîtrise de la littérature britannique.
À partir de 1848, à l'âge de treize ans, il était encore l'un des plus grands propriétaires terriens après le roi, héritant des terres et des biens personnels donnés à sa mère et à sa grand-mère par le roi Kamehameha. En 1850, Lunalilo cède une autre grande quantité de terres au gouvernement réduisant ses possessions à 43 lots.

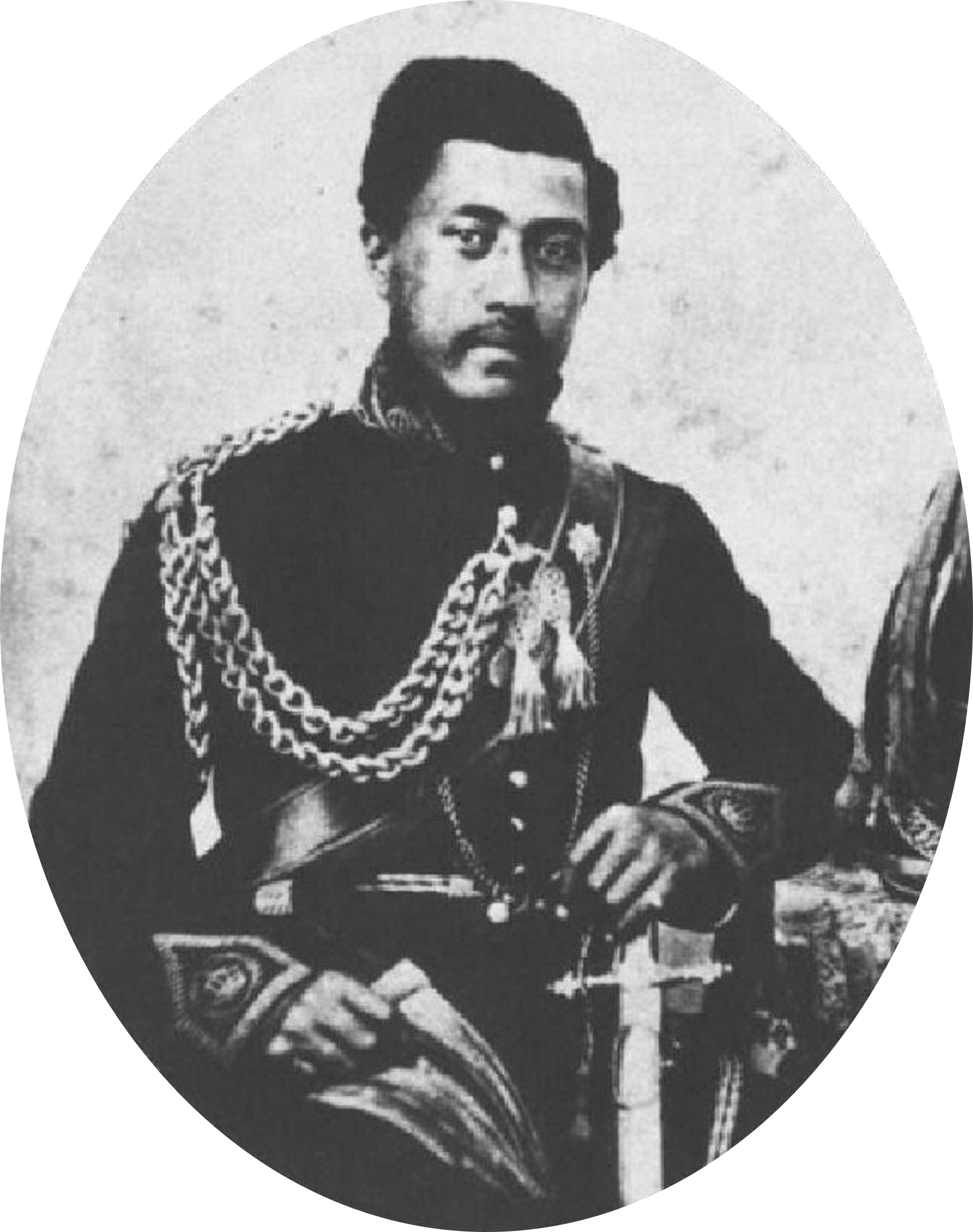
Le prince Lunalilo en uniforme.

Affectueusement connu sous le nom de « Prince Bill », il était l'un des membres de la famille royale (avec Kalakaua et Liliʻuokalani) à écrire de la musique. Il a composé le premier hymne national d'Hawaï, " E Ola Ke Ali'i Ke Akua ", qui était la version hawaïenne de " God Save The King ". Il a écrit la chanson en quinze minutes lors d'un concours organisé par l'éditeur de journaux Henry Whitney en 1862 pour l'anniversaire du roi Kamehameha IV. Lunalilo remporte brillamment le concours.
À l'âge adulte, il siège au Conseil privé d'État, le conseil consultatif du monarque, de 1863 à 1865, pendant le règne de son cousin le roi Kamehameha V. Il siège également à la Chambre des nobles, la chambre haute de la législature, traditionnellement réservée aux princes, de 1863 à 1872.

## Relations et unions

### Premier mariage
Lunalilo est fiancé à sa cousine la princesse Victoria Kamāmalu, un choix populaire parmi le peuple hawaïen, à l'exception des frères de Victoria. Ils ont tous deux refusé qu'elle l'épouse mais le mariage, planifié dès l'enfance par leurs parents respectifs, a finalement eu lieu en 1857. Mais peu de temps après, le frère de la princesse, le roi Kamehameha IV, s'opposa à Lunalilo et le mariage est donc annulé sous ordre du monarque. La raison officielle en était que le roi, craignant les ambitions du prince David Kalakaua, voulait favoriser un rapprochement entre la dynastie des Kamehameha et celle des Kalakaua. Ainsi, Victoria devrait épouser le prince Kalakaua et Lunalilo la sœur de ce dernier, la future Liliʻuokalani. Mais les plans du roi furent perturbés lorsque Kalakaua refusa de se lié à Victoria, lui préférant Kapiʻolani. Après avoir envisagé un remariage entre Victoria et Lunalilo, les deux ex-mariés renoncèrent à ce projet, menant chacun une vie différente.
Après Victoria, Lunalilo courtisa brièvement la main de Liliʻuokalani, mais les fiançailles furent rompues sur les conseils du frère de celle-ci, le prince Kalakaua. Lili'uokalani épouse finalement John Owen Dominis.

### Second mariage

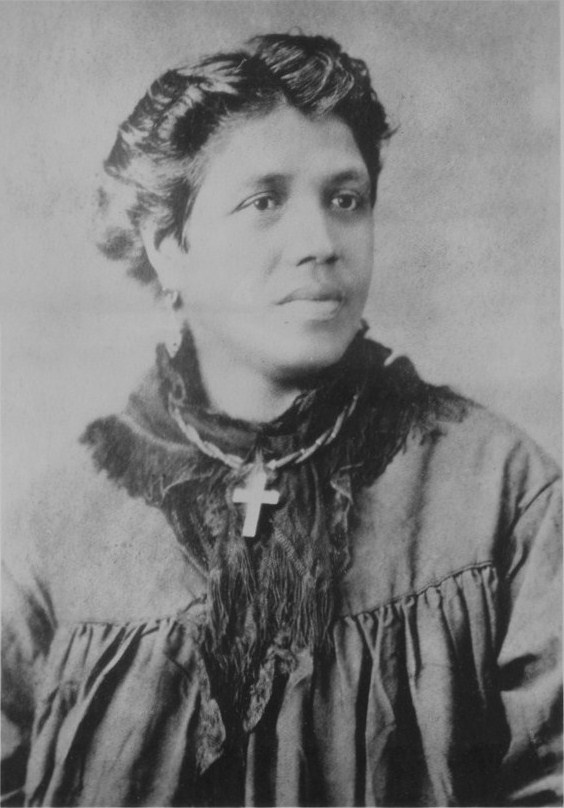
Miriam Auhea Kekāuluohi Crowningburg, seconde épouse de Lunalilo.

Après le mariage annulé et les fiançailles rompues, Lunalilo se trouve une autre épouse potentielle en la personne de sa cousine éloignée, Miriam Auhea Kekāuluohi Crowningburg. La grand-mère de Miriam Auhea était la demi-sœur de Kekāuluohi, la mère de Lunalilo. Le mariage se déroule en 1859, deux ans après son premier mariage avec la princesse Victoria. Ils n'ont qu'un seul enfant : une fille Lydia Kalola, décédée le 21 novembre 1859, seulement quelques mois après sa naissance. Après la mort de Lunalilo au cours de son court règne, Auhea est considérée par certains comme une héritière potentielle ayant elle-même un droit au trône mais elle renonce en faveur de la reine Emma. Veuve, Auhea se remarie avec Paul Kamai avec lequel elle a un fils  Albert Edward Kameeiamoku Kamai, qui meurt jeune.
Durant son règne, Lunalilo prit comme maîtresse Eliza Meek (1832-1888).

## Roi d'Hawaï

### Crise de succession et désignation
Dans les dernières années des règnes successifs de Kamehameha IV et son frère Kamehameha V, plusieurs membres de la famille royale et héritiers présomptifs meurent. Le roi Kamehameha V se retrouve ainsi contraint de désigner une autre de ses sœurs, Bernice Pauahi, comme héritière, mais cette dernière est très réticente. Sur son lit de mort en 1872, le roi affirme de nouveau sa volonté de voir Pauahi lui succéder. Mais, décontenancée, cette dernière lui répond finalement : "Non, non, pas à moi, ne pense pas à moi. Je n'en ai pas besoin." Le roi insista mais elle refusa de nouveau le trône : "Oh non, ne pense pas à moi. Il y en a d'autres." Kamehameha V mourut une heure plus tard et fut inhumé au Mausolée royal. Le refus de Pauahi d'accepter laissa Hawaï sans roi.
Cette situation força la noblesse hawaïenne à élire un nouveau roi parmi les cousins et autres princes apparentés à la lignée directe des Kamehameha. Lié à la famille royale, Lunalilo est l'un des principaux prétendants au trône avec le prince David Kalakaua, cousin éloigné des Kamehameha. En tant que prétendant au trône, Lunalilo voulait amender la constitution pour rendre le gouvernement plus démocratique en supprimant les conditions de propriété pour voter. Il a été décidé qu'il y aurait une élection populaire sous forme de référendum pour donner au peuple une chance de faire entendre sa voix en confirmant le choix de Lunalilo comme souverain. Le vote est organisé le 1er janvier 1873 et se solde par une victoire à l'unanimité pour la reconnaissance de Lunalilo en tant que nouveau roi.

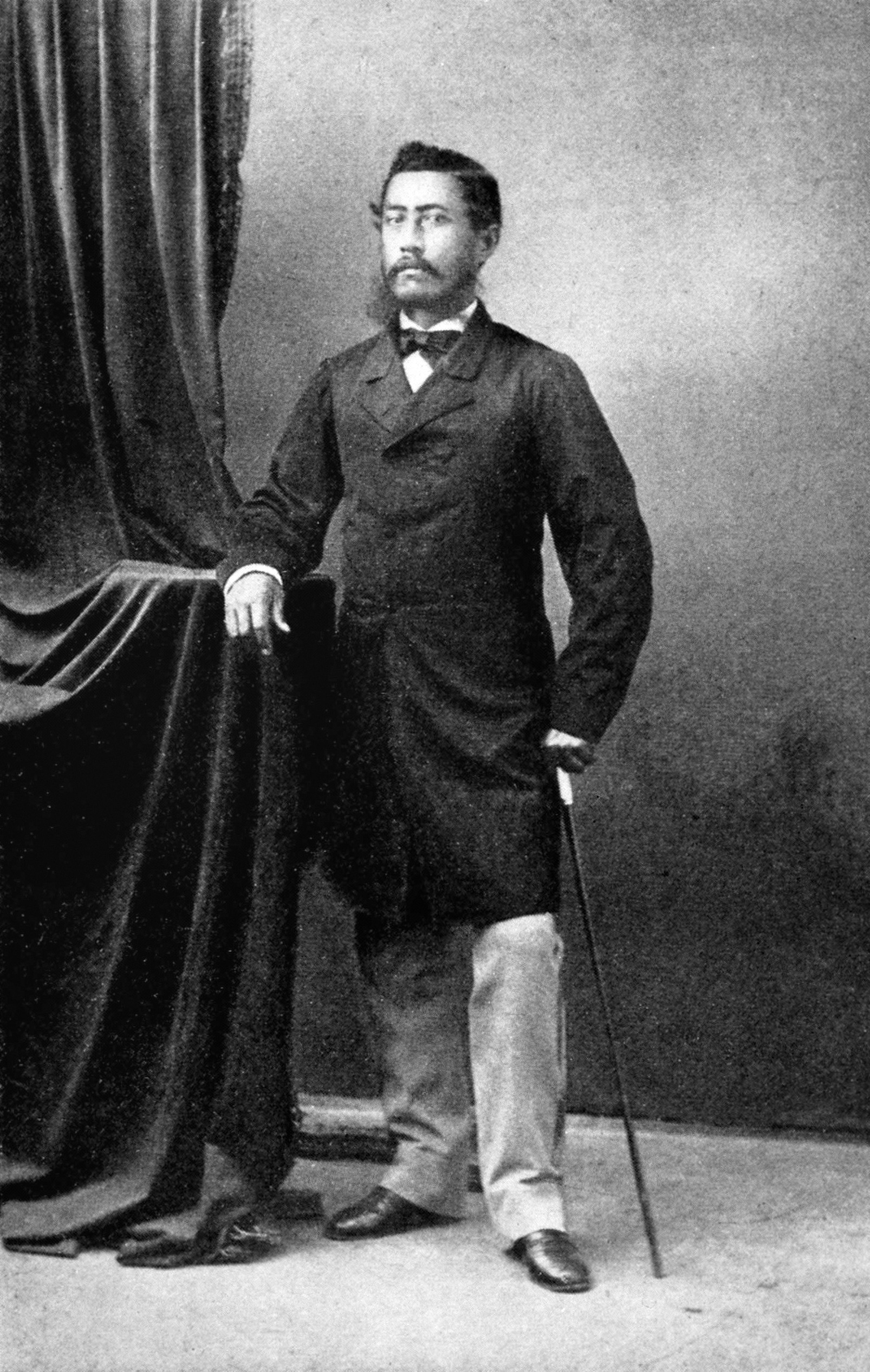
Photographie du roi Lunalilo (1873).

Lors de la cérémonie de couronnement de Lunalilo, tenue le 9 janvier 1873 à l'Église Kawaiaha'o, une foule nombreuse fut présente pour observée de l'extérieur.

### Changements constitutionnels
Lorsque Lunalilo monte sur le trône, un énorme changement dans la politique du gouvernement se fait dès le départ. Son prédécesseur, Kamehameha V, avait passé son règne à augmenter ses pouvoirs tout en diminuant celui des parlementaires tout en tentant de restaurer la monarchie absolue de son grand-père, le roi Kamehameha Ier. Lunalilo, cependant, a passé son règne à essayer de rendre le gouvernement hawaïen plus démocratique renouant ainsi avec l'ancienne Constitution, suspendue par Kamehameha V. Le nouveau roi a ainsi commencé par écrire à la législature, recommandant que la constitution soit amendée. Il désire ainsi annuler certains changements que son prédécesseur avait apportés lors de la promulgation de la Constitution de 1864.
Par exemple, la législature du Royaume avant 1864 se réunissait dans deux chambres : la Chambre des nobles et la Chambre des représentants. Les membres de la Chambre des Nobles étaient nommés par le Roi et les Représentants étaient élus au suffrage universel. Lunalilo a servi dans la Chambre des nobles de 1863 à 1872. Sous le règne de Kamehameha V, les deux chambres de la législature ont été combinées en une seule. Lunalilo a souhaité restaurer le pouvoir législatif bicaméral. Il voulait également ajouter une disposition à la constitution qui obligeait le roi à inclure une explication écrite pour accompagner tout veto du souverain. Il voulait que les ministres soient entendus à la Chambre des représentants.

### Politique économique et étrangère
Le roi voulait également améliorer la situation économique d'Hawaï. Le royaume était dans une dépression économique, avec le déclin rapide de l'industrie baleinière. Des groupes commerciaux ont demandé au roi d'examiner le sucre pour améliorer l'économie et ont recommandé qu'un traité soit conclu avec les États-Unis pour permettre au sucre hawaïen d'entrer dans le pays en franchise d'impôt. Pour conclure un tel traité, beaucoup pensaient que le Royaume devrait offrir la région de Pearl Harbor aux Américains en échange. Il y avait beaucoup de controverse à ce sujet, à la fois avec le public et au sein de la législature. Lorsque Lunalilo a vu cette opposition, il a abandonné la proposition.

### Opposition et répression

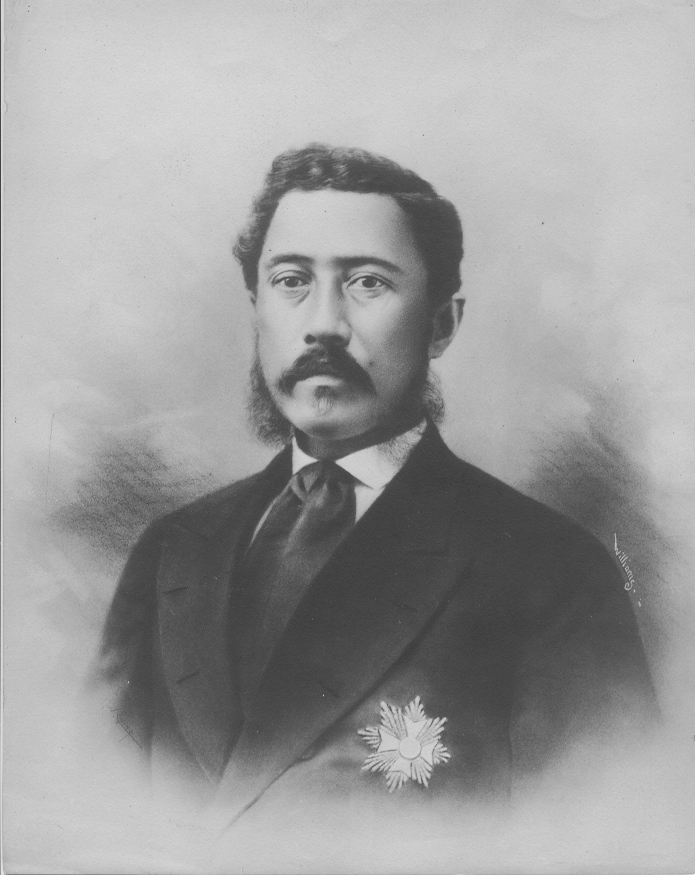
Photographie du roi Lunalilo, par J. J. Williams.

Pendant le règne de Lunalilo, une mutinerie a eu lieu au sein de l'armée hawaïenne. Certains membres de l'armée se sont révoltés contre le maître instructeur et l'adjudant général. Le roi a interrogé les troupes impliquées dans la mutinerie et les a persuadés de déposer les armes. À la suite de cela, il a dissous l'armée. À partir de ce moment-là, le royaume n'avait plus de forces armées jusqu'à ce que le successeur de Lunalilo les rétablissent.

### Mort et succession
Le roi Lunalilo avait de mauvaises habitudes de santé notamment son alcoolisme. Vers août 1873, le roi contracte un rhume sévère qui se développe en tuberculose pulmonaire. Dans l'espoir de retrouver sa santé, il déménage à Kailua-Kona. Quelques mois plus tard, le 3 février 1874, il meurt de la tuberculose à l'âge de 39 ans, à Haimoeipo, sa résidence privée de Honolulu. Son règne n'a duré qu'un an et vingt-cinq jours.
Comme son prédécesseur, Lunalilo n'a pas désigné d'héritier au trône. Il a été dit qu'il avait l'intention que la reine Emma lui succède, mais qu'il est décédé avant qu'une proclamation formelle puisse être faite. En fin de compte, le prince Kalakaua est élu pour succéder à Lunalilo en tant que roi.

## Ascendance
|  |                                                        |  |  |  |  |  |  |  |  |  |  |  |  |  |  |  |
|  | 16. Alapainui                                          |  |  |  |  |  |  |  |  |  |  |  |  |  |  |  |
|  |                                                        |  |  |  |  |  |  |  |  |  |  |  |  |  |  |  |
|  |                                                        |  |  |  |  |  |  |  |  |  |  |  |  |  |  |  |
|  | 8. Keaweʻopala                                         |  |  |  |  |  |  |  |  |  |  |  |  |  |  |  |
|  |                                                        |  |  |  |  |  |  |  |  |  |  |  |  |  |  |  |
|  |                                                        |  |  |  |  |  |  |  |  |  |  |  |  |  |  |  |
|  | 17. Keaka                                              |  |  |  |  |  |  |  |  |  |  |  |  |  |  |  |
|  |                                                        |  |  |  |  |  |  |  |  |  |  |  |  |  |  |  |
|  |                                                        |  |  |  |  |  |  |  |  |  |  |  |  |  |  |  |
|  | 4. Eia Kalaiku'ahulu                                   |  |  |  |  |  |  |  |  |  |  |  |  |  |  |  |
|  |                                                        |  |  |  |  |  |  |  |  |  |  |  |  |  |  |  |
|  |                                                        |  |  |  |  |  |  |  |  |  |  |  |  |  |  |  |
|  | 18.                                                    |  |  |  |  |  |  |  |  |  |  |  |  |  |  |  |
|  |                                                        |  |  |  |  |  |  |  |  |  |  |  |  |  |  |  |
|  |                                                        |  |  |  |  |  |  |  |  |  |  |  |  |  |  |  |
|  | 9. Moana Wahine                                        |  |  |  |  |  |  |  |  |  |  |  |  |  |  |  |
|  |                                                        |  |  |  |  |  |  |  |  |  |  |  |  |  |  |  |
|  |                                                        |  |  |  |  |  |  |  |  |  |  |  |  |  |  |  |
|  | 19.                                                    |  |  |  |  |  |  |  |  |  |  |  |  |  |  |  |
|  |                                                        |  |  |  |  |  |  |  |  |  |  |  |  |  |  |  |
|  |                                                        |  |  |  |  |  |  |  |  |  |  |  |  |  |  |  |
|  | 2. Charles Kanaina                                     |  |  |  |  |  |  |  |  |  |  |  |  |  |  |  |
|  |                                                        |  |  |  |  |  |  |  |  |  |  |  |  |  |  |  |
|  |                                                        |  |  |  |  |  |  |  |  |  |  |  |  |  |  |  |
|  | 20. Keōua                                              |  |  |  |  |  |  |  |  |  |  |  |  |  |  |  |
|  |                                                        |  |  |  |  |  |  |  |  |  |  |  |  |  |  |  |
|  |                                                        |  |  |  |  |  |  |  |  |  |  |  |  |  |  |  |
|  | 10. Kamehameha I d'Hawaï                               |  |  |  |  |  |  |  |  |  |  |  |  |  |  |  |
|  |                                                        |  |  |  |  |  |  |  |  |  |  |  |  |  |  |  |
|  |                                                        |  |  |  |  |  |  |  |  |  |  |  |  |  |  |  |
|  | 21. Kekuʻiapoiwa                                       |  |  |  |  |  |  |  |  |  |  |  |  |  |  |  |
|  |                                                        |  |  |  |  |  |  |  |  |  |  |  |  |  |  |  |
|  |                                                        |  |  |  |  |  |  |  |  |  |  |  |  |  |  |  |
|  | 5. Kauwa Palila                                        |  |  |  |  |  |  |  |  |  |  |  |  |  |  |  |
|  |                                                        |  |  |  |  |  |  |  |  |  |  |  |  |  |  |  |
|  |                                                        |  |  |  |  |  |  |  |  |  |  |  |  |  |  |  |
|  | 22. Kumukoa                                            |  |  |  |  |  |  |  |  |  |  |  |  |  |  |  |
|  |                                                        |  |  |  |  |  |  |  |  |  |  |  |  |  |  |  |
|  |                                                        |  |  |  |  |  |  |  |  |  |  |  |  |  |  |  |
|  | 11. Kalolaa-kumukoa                                    |  |  |  |  |  |  |  |  |  |  |  |  |  |  |  |
|  |                                                        |  |  |  |  |  |  |  |  |  |  |  |  |  |  |  |
|  |                                                        |  |  |  |  |  |  |  |  |  |  |  |  |  |  |  |
|  | 23. Kaulahoa                                           |  |  |  |  |  |  |  |  |  |  |  |  |  |  |  |
|  |                                                        |  |  |  |  |  |  |  |  |  |  |  |  |  |  |  |
|  |                                                        |  |  |  |  |  |  |  |  |  |  |  |  |  |  |  |
|  | 1. Lunalilo d'Hawaï                                    |  |  |  |  |  |  |  |  |  |  |  |  |  |  |  |
|  |                                                        |  |  |  |  |  |  |  |  |  |  |  |  |  |  |  |
|  |                                                        |  |  |  |  |  |  |  |  |  |  |  |  |  |  |  |
|  | 24. Prince Keʻeaumoku Nui de l'Île d'Hawaï             |  |  |  |  |  |  |  |  |  |  |  |  |  |  |  |
|  |                                                        |  |  |  |  |  |  |  |  |  |  |  |  |  |  |  |
|  |                                                        |  |  |  |  |  |  |  |  |  |  |  |  |  |  |  |
|  | 12. Aliʻi Nui Keōua Kalanikupuapaʻikalaninui de Kohala |  |  |  |  |  |  |  |  |  |  |  |  |  |  |  |
|  |                                                        |  |  |  |  |  |  |  |  |  |  |  |  |  |  |  |
|  |                                                        |  |  |  |  |  |  |  |  |  |  |  |  |  |  |  |
|  | 25. Aliʻi Nui Kamakaʻimoku di Oʻahu                    |  |  |  |  |  |  |  |  |  |  |  |  |  |  |  |
|  |                                                        |  |  |  |  |  |  |  |  |  |  |  |  |  |  |  |
|  |                                                        |  |  |  |  |  |  |  |  |  |  |  |  |  |  |  |
|  | 6. Kalaʻimamahu                                        |  |  |  |  |  |  |  |  |  |  |  |  |  |  |  |
|  |                                                        |  |  |  |  |  |  |  |  |  |  |  |  |  |  |  |
|  |                                                        |  |  |  |  |  |  |  |  |  |  |  |  |  |  |  |
|  | 26. Aliʻi Nui Haʻae de Kohala                          |  |  |  |  |  |  |  |  |  |  |  |  |  |  |  |
|  |                                                        |  |  |  |  |  |  |  |  |  |  |  |  |  |  |  |
|  |                                                        |  |  |  |  |  |  |  |  |  |  |  |  |  |  |  |
|  | 13. Aliʻi Nui Kamakaeheikuli                           |  |  |  |  |  |  |  |  |  |  |  |  |  |  |  |
|  |                                                        |  |  |  |  |  |  |  |  |  |  |  |  |  |  |  |
|  |                                                        |  |  |  |  |  |  |  |  |  |  |  |  |  |  |  |
|  | 27. Aliʻi Nui Kalelemauliokalani                       |  |  |  |  |  |  |  |  |  |  |  |  |  |  |  |
|  |                                                        |  |  |  |  |  |  |  |  |  |  |  |  |  |  |  |
|  |                                                        |  |  |  |  |  |  |  |  |  |  |  |  |  |  |  |
|  | 3. Kekāuluohi                                          |  |  |  |  |  |  |  |  |  |  |  |  |  |  |  |
|  |                                                        |  |  |  |  |  |  |  |  |  |  |  |  |  |  |  |
|  |                                                        |  |  |  |  |  |  |  |  |  |  |  |  |  |  |  |
|  | 28. Aliʻi Nui Keawepoepoe de l'Île d'Hawaï             |  |  |  |  |  |  |  |  |  |  |  |  |  |  |  |
|  |                                                        |  |  |  |  |  |  |  |  |  |  |  |  |  |  |  |
|  |                                                        |  |  |  |  |  |  |  |  |  |  |  |  |  |  |  |
|  | 14. Keeaumoku Pāpaiahiahi                              |  |  |  |  |  |  |  |  |  |  |  |  |  |  |  |
|  |                                                        |  |  |  |  |  |  |  |  |  |  |  |  |  |  |  |
|  |                                                        |  |  |  |  |  |  |  |  |  |  |  |  |  |  |  |
|  | 29. Aliʻi Nui Kūmaʻaikū                                |  |  |  |  |  |  |  |  |  |  |  |  |  |  |  |
|  |                                                        |  |  |  |  |  |  |  |  |  |  |  |  |  |  |  |
|  |                                                        |  |  |  |  |  |  |  |  |  |  |  |  |  |  |  |
|  | 7. Kalākua Kaheiheimālie                               |  |  |  |  |  |  |  |  |  |  |  |  |  |  |  |
|  |                                                        |  |  |  |  |  |  |  |  |  |  |  |  |  |  |  |
|  |                                                        |  |  |  |  |  |  |  |  |  |  |  |  |  |  |  |
|  | 30. Aliʻi Nui Kekaulikenuiahumanu de Maui              |  |  |  |  |  |  |  |  |  |  |  |  |  |  |  |
|  |                                                        |  |  |  |  |  |  |  |  |  |  |  |  |  |  |  |
|  |                                                        |  |  |  |  |  |  |  |  |  |  |  |  |  |  |  |
|  | 15. Aliʻi Nui Namahanaʻi Kaleleokalani de Maui         |  |  |  |  |  |  |  |  |  |  |  |  |  |  |  |
|  |                                                        |  |  |  |  |  |  |  |  |  |  |  |  |  |  |  |
|  |                                                        |  |  |  |  |  |  |  |  |  |  |  |  |  |  |  |
|  | 31. Aliʻi Nui Haʻaloʻu de Kohala                       |  |  |  |  |  |  |  |  |  |  |  |  |  |  |  |
|  |                                                        |  |  |  |  |  |  |  |  |  |  |  |  |  |  |  |
|  |                                                        |  |  |  |  |  |  |  |  |  |  |  |  |  |  |  |